# 35 Arietis
35 Arietis, som är stjärnans Flamsteed-beteckning, är en dubbelstjärna belägen i den norra delen av stjärnbilden Väduren. Den har en kombinerad skenbar magnitud på ca 4,64 och är svagt synlig för blotta ögat där ljusföroreningar ej förekommer. Baserat på parallaxmätning inom Hipparcosuppdraget på ca 9,5 mas, beräknas den befinna sig på ett avstånd på ca 340 ljusår (ca 105 parsek) från solen. Den rör sig bort från solen med en heliocentrisk radialhastighet av ca 13 km/s.

## Egenskaper
Primärstjärnan 35 Arietis A är en blå till vit  stjärna i huvudserien av spektralklass B3 V. Den har en massa som är ca 5,7 solmassor, en radie som är ca 2,2-3,9 solradier och utsänder ca 870 gånger mera energi än solen från dess fotosfär vid en effektiv temperatur av ca 17 500 K.
35 Arietis är en enkelsidig spektroskopisk dubbelstjärna där närvaron av en följeslagare demonstreras av skiftningar i spektrumet för primärstjärnan. Paret kretsar kring varandra med en omloppsperiod av 490,0 dygn och en excentricitet av 0,14.